# Communauté de communes de la Vallée de Hundsbach
Die Communauté de communes de la Vallée de Hundsbach war ein französischer Gemeindeverband mit der Rechtsform einer Communauté de communes im Département Haut-Rhin in der Region Grand Est. Sie wurde am 29. Dezember 2000 gegründet und umfasste 13 Gemeinden. Der Verwaltungssitz  befand sich im Ort Emlingen.

## Historische Entwicklung
Per 1. Januar 2017 wurde der Gemeindeverband mit
- Communauté de communes du Secteur d’Illfurth,
- Communauté de communes du Jura Alsacien,
- Communauté de communes d’Altkirch und
- Communauté de communes Ill et Gersbach

zunächst zur Communauté de communes d’Altkirch et Environs zusammengeschlossen, die kurz danach auf die aktuelle Bezeichnung Communauté de communes Sundgau umbenannt wurde.

## Ehemalige Mitgliedsgemeinden
1. Berentzwiller
2. Bettendorf
3. Emlingen
4. Franken
5. Hausgauen
6. Heiwiller
7. Hundsbach
8. Jettingen
9. Obermorschwiller
10. Schwoben
11. Tagsdorf
12. Willer
13. Wittersdorf